# Valamo nya kloster
För Valamo gamla kloster i ryska Karelen, se Valamo kloster.
Valamo kloster (finska: Valamon luostari), även kallat Valamo nya kloster, är ett finskt-ortodoxt munkkloster beläget i det historiska landskapet Savolax i östra Finland.

## Historik
Valamo nya kloster låg ursprungligt på ön Valamo (ryska: Валаам/Valaam), i sjön Ladoga i Karelen, men efter Vinterkrigets slut 1940 evakuerades klostret på grund av att ön efter fredsslutet 1940 tillföll Sovjetunionen. Klosterbröderna flyttade till Papinniemi herrgård i Heinävesi i Finland. Även de finländska klosterbröderna från Petsamo kloster och Konevits kloster evakuerades, och flyttade litet senare även de till Valamo kloster i Heinävesi, vilket alltså blev det enda östortodoxa munkklostret i Finland.
Från 1970-talets slut är klostret i Heinävesi finskspråkigt (tidigare kyrkoslaviskt), och inga munkar från det gamla klostret är längre vid liv. År 2005 bodde fem munkar i klostret, samt ungefär lika många noviser och visiterande munkar och präster från andra östortodoxa länder. I Palokki, Heinävesi, 18 km från Valamo kloster, finns Lintula kloster, ett östortodoxt nunnekloster, där systrarna framställer vaxljus, främst för hela den finsk-ortodoxa kyrkans behov.
Valamo kloster fick en ny kyrka 1977 helgad åt Kristi förklaring, såsom huvudkyrkan i Gamla Valamo hade varit. Vinterkyrkan, helgad åt Sankt Sergius och Sankt Herman, Valamos grundare på 1400-talet, är i en flygel till huvudkyrkan. Därtill byggdes ett omfattande kulturcentrum med bibliotek, rum för konferenser och en konserveringsanstalt, främst för att renovera gamla ikoner och gudstjänsttextiler. Litet senare byggde klostret också en folkhögskola, där man håller kurser rörande ortodoxi och närbelägna ämnen, och bokbinderi samt retreater. Folkhögskolan har utvidgats under åren 2006-2007 med ett nybygge. Valamo kloster har blivit inte bara ett andigt centrum för finsk-ortodoxa kyrkan och en "stiftsgård", utan också en turistattraktion. Den finländske författaren Mika Waltari drog sig tidvis tillbaka till Valamo kloster för att kunna vara ifred och skriva.
Författaren Pentti Saarikoski ligger begravd vid (Nya) Valamo kloster.

## Klosterverksamhet i gamla Valamo
I gamla Valamo kloster i Ladogasjön i ryska Karelen återupptogs klosterverksamheten 1989. Detta var början till en omfattande och pietetsfullt genomförd renovering. Också Rysslands president Vladimir Putin har byggt en villa på ön. År 2005 hade detta kloster 250 munkar och noviser, och det räknas åter som ett första klassens kloster, vilket det hade varit före oktoberrevolutionen år 1917.

## Bilder

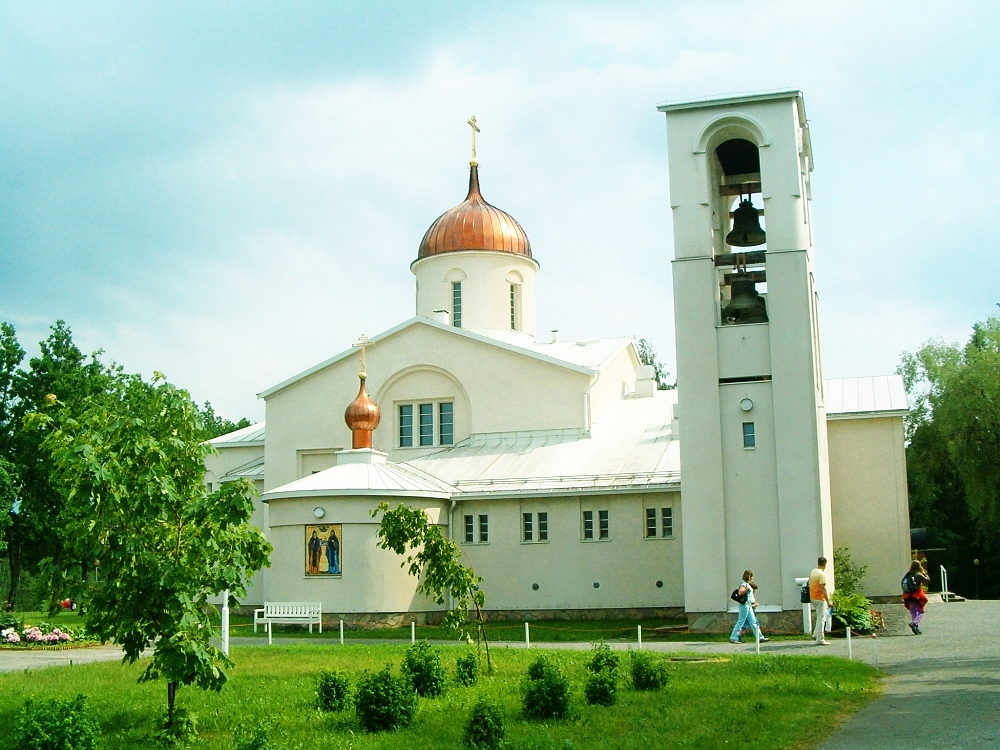
Valamo klosterkyrka på sommaren.
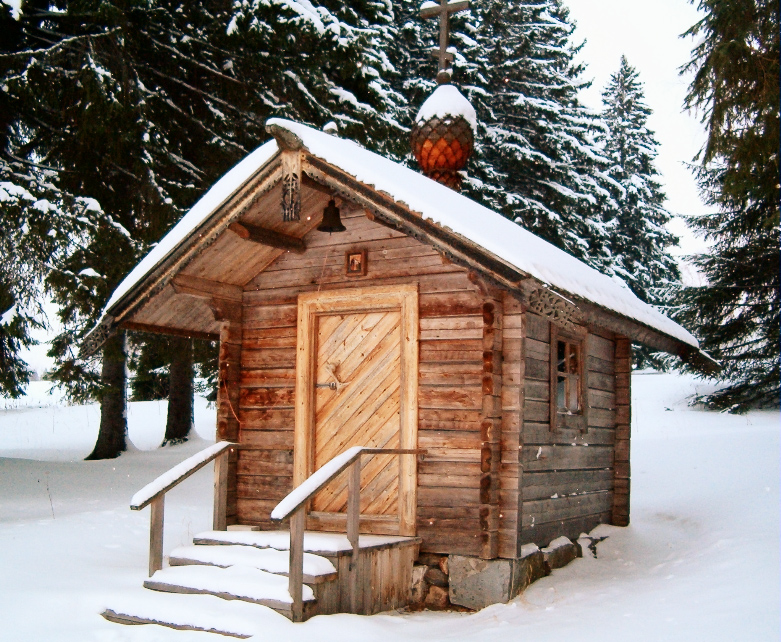
Sankt Nikolai kapell.
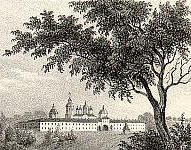
Gamla Valamo kloster i Karelen, teckning från 1800-talets mitt av Pehr Adolf Kruskopf.